# Henrietta-eiland
Henrietta-eiland (Russisch: остров Генриетты) is een van de De Longeilanden, die een onderdeel zijn van de Nieuw-Siberische Eilanden. Het eiland is gelegen in de Oost-Siberische Zee en heeft een oppervlakte van 12 km².
Henrietta-eiland werd in 1881 ontdekt door de Amerikaanse poolonderzoeker George Washington De Long, die vlak bij het eiland overleed nadat zijn schip was gezonken. Het dankt zijn naam aan de moeder van de financier van de expeditie, James Gordon Bennett Jr., Henrietta Agnes Bennett-Crean.
Sannikovland (spookeiland)